# Пнина
Пнина (ивр. פְנִינָה‎ — «жемчужина») — женское личное еврейское имя библейского происхождения.
Слово пниним («жемчуг, жемчужины») восходит к лексеме «пними» (פנימי, «внутренний»), что относится к характеру образования жемчуга в раковинах моллюска.
В Библии упоминание жемчуга связывается с метафорическими задачами. С жемчугом как драгоценным материалом, добываемым с большим трудом, библейские тексты сравнивают красоту человека, мудрость, разумные речи и добродетельность.
Пнина — имя одной из жен левита Елканы, отца пророка Самуила. В синодальном переводе её имя — Феннана. В современном иврите Пнина — распространённое имя.
На идише этому имени соответствует имя Перл.

## Известные носители
- Пнина Гари[англ.] (1927—2023) — израильская актриса и театральный режиссёр.
- Пнина Розенблюм (род. 1954) — израильская киноактриса, модель, певица, бизнесвумен и политик.
- Пнина Зальцман (1922—2006) — израильская пианистка, которую международные музыкальные критики причисляли к пятерке наиболее выдающихся пианистов современности.
- Пнина Тамено-Шете (род. 1981) — израильский политик, адвокат и журналист.
- Пнина Торнаи[англ.] (род. 1962) — израильский дизайнер, ведущая реалити-шоу и телевидения.